# 波科托波格湖 (康乃狄克州)
波科托波格湖（英語：Lake Pocotopaug）是位於美國康乃狄克州米德爾塞克斯縣的一個街區。該地的面積和人口皆未知。

## 地理
波科托波格湖的座標為41°35′54″N 72°30′37″W / 41.59833°N 72.51028°W，而該地的平均海拔高度為151米（即495英尺）。